# Jüdische Kulturtage Rhein-Ruhr
Jüdische Kulturtage Rhein-Ruhr (zuvor: Jüdische Kulturtage im Rheinland) ist die Bezeichnung einer Querschnittsveranstaltung der Region Rheinland an diversen Orten und mit unterschiedlichen Kultursparten.

## Ursprung der Veranstaltung
Ein kleiner Vorläufer fand 1998 im Raum Düsseldorf auf Initiative von Paul Spiegel und dem Kulturdezernenten der Stadt Düsseldorf Hans-Heinrich Grosse-Brockhoff statt.

## Jüdische Kulturtage im Rheinland 2002
Im Jahr 2002 wurden erstmals die Jüdischen Kulturtage im Rheinland unter dem Titel „Zwischentöne – jüdisches (er-)leben“ veranstaltet. Von Mai bis Mitte Juni beteiligten sich 14 Städte und Gemeinden sowie der Landschaftsverband Rheinland LVR. Partner auf staatlicher Seite waren die Städte und Gemeinden: Aachen, Bedburg-Hau mit Kleve, Bonn, Duisburg, Düsseldorf, Haan, Köln, Krefeld, Langenfeld, Leverkusen, Mönchengladbach, Neuss, Nettetal und Ratingen. Als Partner des Projektes auf jüdischer Seite wirkte der Landesverband der Jüdischen Gemeinden von Nordrhein. Das Ziel der Veranstaltungen war der Dialog zwischen den Religionen, zwischen Gläubigen und Nicht-Gläubigen, von verschiedenen Kulturen und Ländern. Es gab rund 280 Veranstaltungen, welche die jüdische Kultur und Tradition in Ausstellungen, Vorträgen, Konzerten, Autoren-Lesungen, Theater- und Tanzveranstaltungen und in einer Filmreihe anschaulich machten.
Um jüdische Alltagskultur kennenzulernen, gab es Informationsveranstaltungen über jüdische Riten und Bräuche, über Feste und Feiertage, sowie Synagogenbesuche und Stadtrundgänge. Koschere Speisen wurden zubereitet. Die jüdischen Gemeinden boten zusätzlich Diskussionsforen, Musik und Tanz sowie themenbezogene Projekte für junge Leute an.
Die Kulturtage 2002 standen unter der Schirmherrschaft des Präsidenten des Zentralrates der Juden in Deutschland, Paul Spiegel, und des Ministerpräsidenten Wolfgang Clement. Mit den Worten „Das sollen keine Holocaust-Gedenktage werden, sondern fröhliche Tage, an denen Juden und Nichtjuden sich über ihre Kultur begegnen“, kennzeichnete Spiegel das Projekt. Unter anderem war das Bundesland NRW an der Finanzierung beteiligt.

## Jüdische Kulturtage im Rheinland 2007
Die zweiten Kulturtage fanden im Frühjahr 2007 unter dem Motto „neue töne – jüdisches (er)leben“ statt. Dabei stand die zeitgenössische, in die Zukunft gerichtete Kunst und Kultur im Mittelpunkt des Konzeptes. Die neuen Entwicklungen in den Jüdischen Gemeinden in Deutschland wurden einem breiten Publikum zugänglich gemacht, der Dialog der Kulturproduzenten mit einem jüdischen und nicht-jüdischen Publikum wurde geführt und gezeigt, mit welcher erstaunlichen kulturellen Vielfalt und Qualität in den Gemeinden gelebt wird.
Die beteiligten Städte Bonn, Köln und Düsseldorf („Rheinland Arbeitsgemeinschaft“) und acht jüdische Gemeinden, z. B. der Verbund Duisburg-Mülheim/Ruhr-Oberhausen mit einem Buchfest, sowie der Landesverband der Jüdischen Gemeinden von Nordrhein waren Veranstalter, ferner die Synagogen-Gemeinde Köln sowie die Städte und Gemeinden Aachen, Bedburg-Hau, Essen, Krefeld, Leverkusen, Mönchengladbach, Neuss, Nettetal, Ratingen, Wuppertal. Der LVR Rheinland, die Kulturstiftung NRW und das NRW-Kultursekretariat waren weitere Partner. Die Federführung lag wieder beim Landesverband der Jüdischen Gemeinden. An weiteren Orten gab es Einzelveranstaltungen, so in Willich und Kleve, z. B. mit Lesungen von Schraga Har-Gil oder einer Ausstellung über den Davidstern.
Insgesamt waren es 270 Veranstaltungen, darunter 45 Autoren-Lesungen und etliche Filmvorführungen. Die Kunstschaffenden kamen aus Israel, den USA, Frankreich, den Niederlanden und aus NRW. Zum Programm gehörten Veranstaltungen mit der österreichischen Autorin Eva Menasse, dem niederländischen Autor Arnon Grünberg, dem israelischen Filmregisseur Amos Gitai oder dem französischen Autor Gilles Rozier sowie Georg Stefan Troller. Das Patronat übernahm die Präsidentin des Zentralrates der Juden in Deutschland Charlotte Knobloch.

### Beteiligte Autoren bzw. Werke 2007
- Georges-Arthur Goldschmidt mit Über die Flüsse, zur Zweisprachigkeit und Übersetzungsphilologie, in Köln
- Frühling für Hitler Filmkomödie von 1968
- Sein oder Nichtsein (1942)
- Mel Brooks
  - Mel Brooks’ Höhenkoller Regie
  - The Producers Drehbuch als Co-Autor und Musik. Regie Susan Stroman
  - Mel Brooks’ letzte Verrücktheit: Silent Movie
  - Frankenstein Junior
- Gene Wilder mit Is was, Sheriff ? (Film)
- Der Stadtneurotiker oder Annie Hall, Woody Allen
- Alles auf Zucker!
- Ruth Beckermann, Zorros Bar Mizwa (Film)
- Manhattan
- Hannah und ihre Schwestern, Woody Allen
- Makram Khoury und Clara Khoury mit Forgiveness (Film)
- Michel Jonasz in Le Tango des Rashevski, Drehbuch von Philippe Blasband (Frankreich, Belgien, Luxemburg, 2003)
- Avi Mograbi mit August: A Moment Before the Eruption, Film und mit Happy Birthday, Mr. Mograbi
- Yohana Cobo in Alles was ich an euch liebe (Seres Queridos – Only Human) Film, 2004
- Eytan Fox mit Walk on Water
- Glauben ist alles! mit Volker Koepp und Edward Norton
- Metallic Blues mit Stephan Kampwirth und Ulrich Matschoss
- Tali Shemesh mit The Cemetery Club: Europäischer Filmpreis 2006 (Nominierung)

## Jüdische Kulturtage im Rheinland 2011
Die dritten Kulturtage fanden unter dem Motto einblicke – jüdisches (er)leben vom 20. März bis 17. April 2011 statt. Erstmals beteiligten sich auch westfälische Städte und Gemeinden. 550 Veranstaltungen in 55 Städten wurden durchgeführt.

## Jüdische Kulturtage im Rheinland 2015
Im Jahr 2015 fanden die Jüdischen Kulturtage vom 22. Februar bis zum 22. März unter dem Motto „angekommen – jüdisches (er)leben“ statt. Es beteiligten sich 15 Städte, ein Kreis, der Landschaftsverband Rheinland sowie neun jüdische Gemeinden. Mehr als 360 Veranstaltungen in fünfzehn Städten und einem Kreis, einschließlich des Landschaftsverbandes Rheinland, wurden angeboten. Die Kulturtage 2015 standen unter der Schirmherrschaft des Präsidenten des Zentralrates der Juden in Deutschland, Josef Schuster, und der Ministerpräsidentin Hannelore Kraft.

## Jüdische Kulturtage Rhein-Ruhr 2019
Für das Jahr 2019 wurde ein neues Konzept für die Jüdischen Kulturtage erarbeitet. Unter dem Motto „Zuhause“ wurden in 15 Städten vom 28. März bis zum 14. April über 180 Veranstaltungen geboten. Die Kulturtage Rhein-Ruhr 2019 standen unter der Schirmherrschaft des Ministerpräsidenten Armin Laschet und wurden organisiert vom Landesverband der Jüdischen Gemeinden von Nordrhein.